# وليم دي سوزا
اللاعب الهداف وليم دي سوزا (بالإنجليزية: Weliam De Souza)‏ هو لاعب برازيلي يلعب لصالح نادي التحدي الليبي. وليم دي سوزا لاعب يملك مهارات فنية هائلة فاستطاع ان يكون محط انظار كثير من الاندية العربية.
- أول موسم له 2006-2007 وسجل خلاله هدفين بعد أن لعب 6 مباريات
- الموسم الثاني 2007-2008 وسجل خلاله 18 هدف ليكون أفضل هداف في تاريخ نادي التحدي مناصفة مع اللاعب عبد الرزاق الجليدي الذي سجل 18 هدف في الموسم 2000-2001